# Coptotettix
Coptotettix is een geslacht van rechtvleugeligen uit de familie doornsprinkhanen (Tetrigidae). De wetenschappelijke naam van dit geslacht is voor het eerst geldig gepubliceerd in 1887 door Bolívar.

## Soorten
Het geslacht Coptotettix omvat de volgende soorten:
- Coptotettix abidjanensis Günther, 1979
- Coptotettix alfurus Günther, 1937
- Coptotettix annandalei Hancock, 1915
- Coptotettix annulipes Karsch, 1890
- Coptotettix asperatus Bolívar, 1887
- Coptotettix bannaensis Zheng, 2006
- Coptotettix beihaiensis Deng & Zheng, 2006
- Coptotettix bilineatus Bolívar, 1905
- Coptotettix brachynota Deng, Zheng & Wei, 2007
- Coptotettix brachypterus Zheng, Lin & Zhang, 2013
- Coptotettix cangshanensis Zheng, Nie & He, 2005
- Coptotettix capitatus Bolívar, 1887
- Coptotettix circinihumerus Zheng & Deng, 2004
- Coptotettix conspersus Hancock, 1915
- Coptotettix convexus Hancock, 1910
- Coptotettix curvimarginus Zheng, Shi & Luo, 2003
- Coptotettix darlingtoni Rehn, 1952
- Coptotettix diyalensis Ingrisch & Garai, 2001
- Coptotettix emeiensis Zheng, Lin & Zhang, 2012
- Coptotettix fangchengensis Zheng & Jiang, 2002
- Coptotettix ferrugineus Bolívar, 1887
- Coptotettix fossulatus Bolívar, 1887
- Coptotettix fretorum Rehn, 1952
- Coptotettix fuliginosus Bolívar, 1887
- Coptotettix fuscus Bolívar, 1887
- Coptotettix gibbus Sjöstedt, 1936
- Coptotettix gongshanensis Zheng, 1992
- Coptotettix guangzhouensis Zheng, 2012
- Coptotettix guinanensis Deng & Zheng, 2006
- Coptotettix hechiensis Zheng & Deng, 2004
- Coptotettix huanjiangensis Zheng & Jiang, 1994
- Coptotettix indicus Hancock, 1912
- Coptotettix insularis Günther, 1935
- Coptotettix interruptus Bolívar, 1887
- Coptotettix jianfengensis Zheng, 2012
- Coptotettix korbensis Gupta & Chandra, 2017[1]
- Coptotettix lacernosus Rehn, 1952
- Coptotettix latifemurus Zheng & Ou, 2010
- Coptotettix latifrons Brunner von Wattenwyl, 1893
- Coptotettix lohitensis Shishodia, 1991
- Coptotettix longjiangensis Zheng & Wei, 2000
- Coptotettix longtanensis Zheng & Jiang, 2004
- Coptotettix maesoi Bolívar, 1887
- Coptotettix manipurensis Shishodia, 1991
- Coptotettix mastrucatus Rehn, 1952
- Coptotettix mazarredoi Bolívar, 1887
- Coptotettix minhouensis Zheng & Li, 2001
- Coptotettix minutus Bolívar, 1905
- Coptotettix modiglianii Bolívar, 1898
- Coptotettix muglingi Ingrisch, 2001
- Coptotettix orthomarginis Zheng, 2012
- Coptotettix parvus Hancock, 1907
- Coptotettix planus Bolívar, 1887
- Coptotettix prominemarginis Deng, Zheng & Wei, 2007
- Coptotettix quinquecarinatus Sjöstedt, 1932
- Coptotettix retractus Hancock, 1915
- Coptotettix rotundatus Hancock, 1907
- Coptotettix rufipes Bolívar, 1887
- Coptotettix rugosus Hancock, 1904
- Coptotettix rupticosta Zheng & Ou, 2004
- Coptotettix sauteri Günther, 1941
- Coptotettix spicupennis Zeng & Zheng, 2010
- Coptotettix strigatus Rehn, 1952
- Coptotettix testaceus Bolívar, 1887
- Coptotettix torulidosalis Ou, 2011
- Coptotettix transimaculatus Zheng & Jiang, 2002
- Coptotettix tricarinatus Shishodia, 1991
- Coptotettix tristis Günther, 1935
- Coptotettix tuberculatus Bolívar, 1887
- Coptotettix undulatimarginis Zheng, Nie & He, 2005
- Coptotettix zaujiangensis Zheng & Jiang, 2006